# Martin Wolf (Journalist)

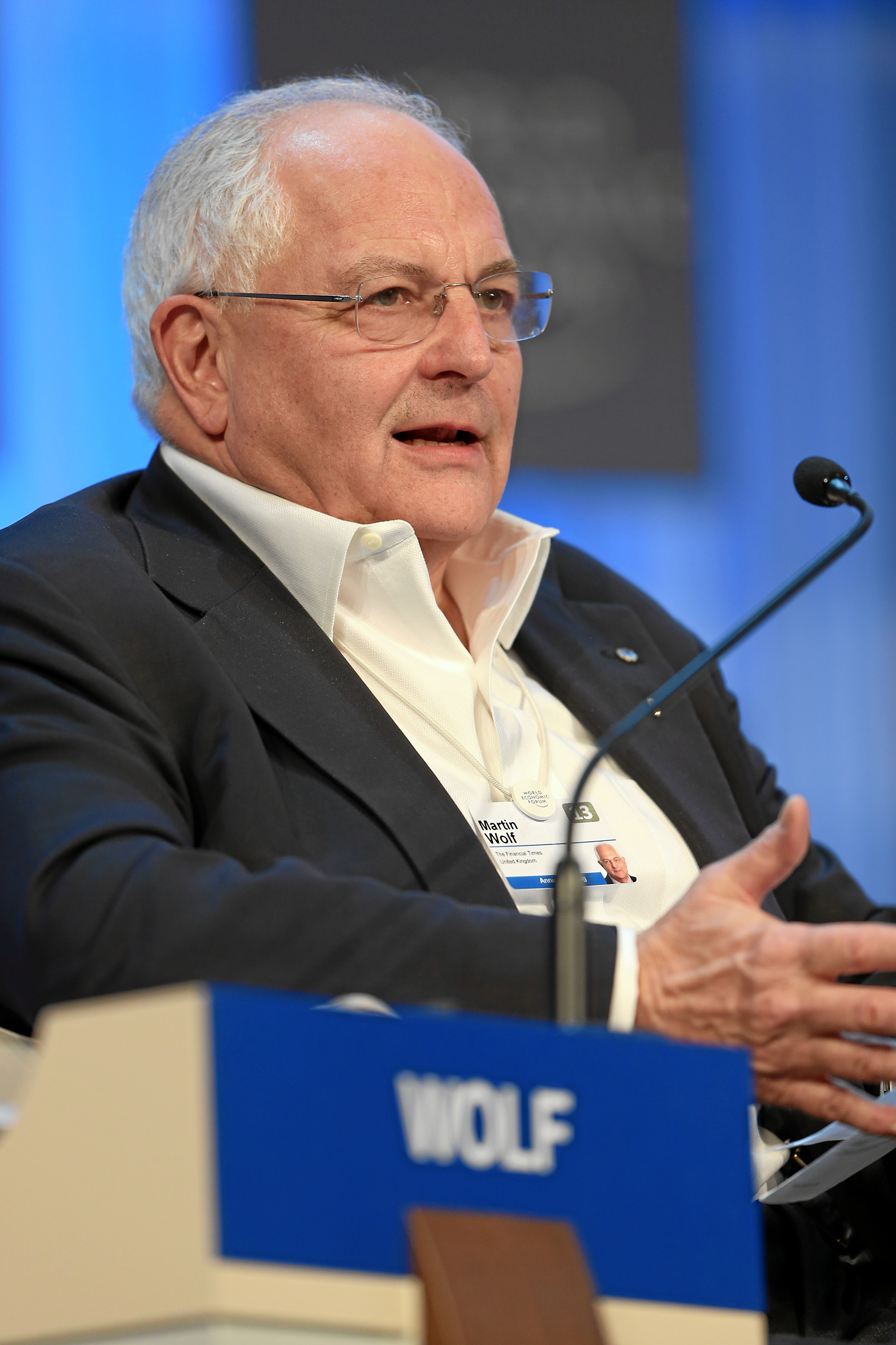
Wolf während des WEF 2013

Martin H. Wolf, CBE (* 16. März 1946 in London) ist ein britischer Ökonom, Journalist und Publizist. Er ist Mitherausgeber und Chef-Kommentator der Financial Times und gilt als einer der weltweit einflussreichsten Wirtschaftsjournalisten.

## Leben
Wolf wurde 1946 als Sohn jüdischer Flüchtlinge in London geboren. Wolfs Vater Edmund Wolf, ein Theaterautor und in der Zeit von Max Reinhardt Dramaturg am Deutschen Volkstheater in Wien, war jüdisch-österreichischer Herkunft und emigrierte vor Beginn des Zweiten Weltkrieges nach England. Seine Mutter war holländische Jüdin und verlor mehrere Familienangehörige im Holocaust. Seine Familiengeschichte sollte ihn später bei seiner Entscheidung für einen weitestgehend unpolitischen, ökonomischen Werdegang beeinflussen. 

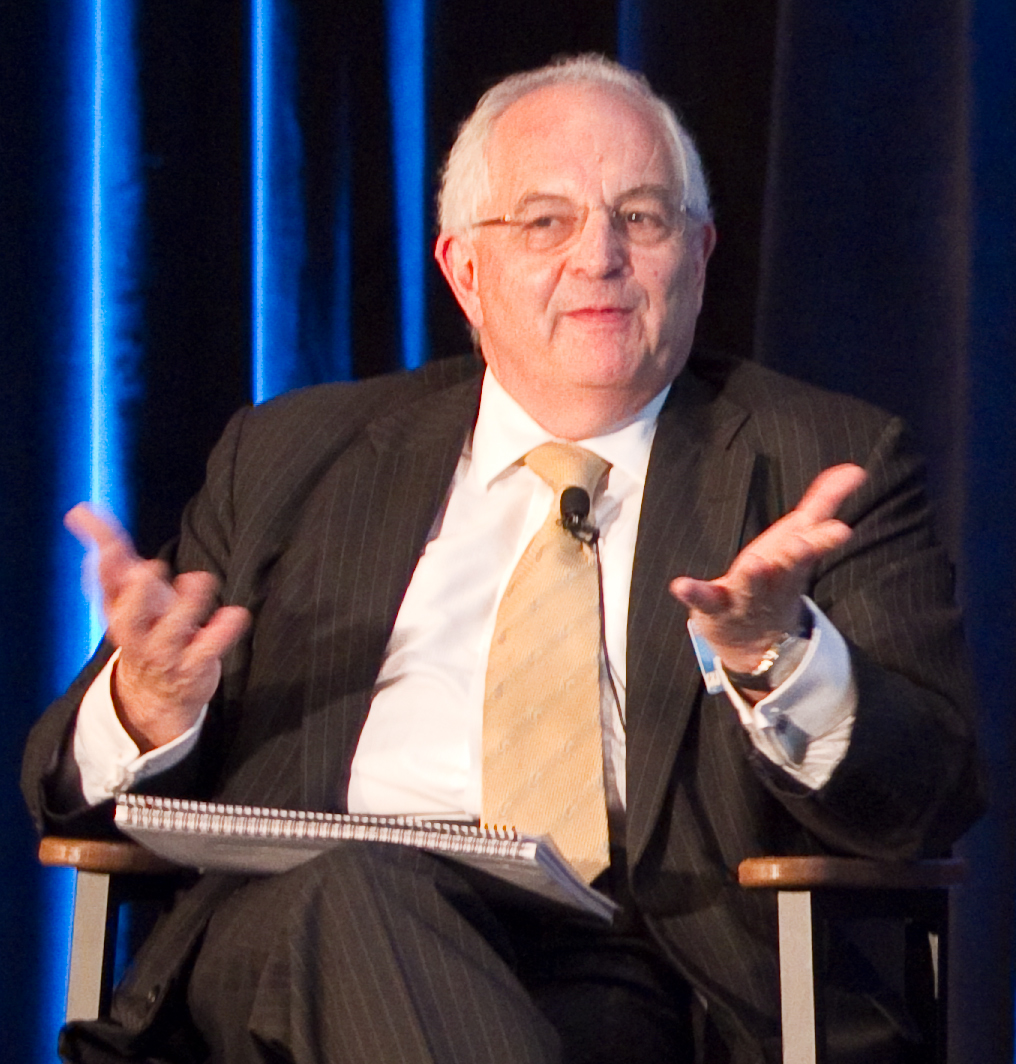
Martin Wolf (2011)

Er besuchte das private University College School in Hampstead bei London. Danach studierte er Classics und später Philosophy, Politics and Economics am Corpus Christi College an der Universität Oxford (Bachelor 1968). 1971 erwarb er einen Master in Economics am Nuffield College, ebenfalls in Oxford. In dieser Zeit war er wie sein Vater Anhänger der Labour Party. Nach dem Studium ging er zur Weltbank, wo er 1974 Senior Economist wurde. 1981 wechselte er als Direktor zum Trade Policy Research Centre nach London. 1987 kam er zur Financial Times. Seit 1990 ist er dort Mitherausgeber und seit 1996 Chef-Kommentator. Er stand für eine wirtschaftsliberale Ausrichtung; seit den letzten Jahren vertritt er wieder zunehmend keynesianistische Elemente. Darüber hinaus ist er Autor mehrerer Wirtschaftsbücher wie Why Globalization Works (2. Auflage, 2005) und veröffentlichte in anglo-amerikanischen Fachzeitschriften u. a. Foreign Affairs, Foreign Policy und International Affairs.
Wolf gehört dem Board of Governors der Ben-Gurion-Universität im Negev in Israel an. Er ist Honorary Fellow am Corpus Christi College (seit 2007) und Nuffield College (seit 2010) sowie Honorarprofessor an der University of Nottingham. Wolf war mehrmals Teilnehmer des Weltwirtschaftsforums in Davos (seit 1999) und der Bilderberg-Konferenz. Zudem ist er Mitglied des WEF International Media Council (seit 2006) und des Oxford Institute for Economic Policy (OXONIA). Von 1987 bis 1993 war er Mitglied des National Consumer Council und von 1991 bis 1996 des Council of the Royal Economic Society. 2009 und 2010 war er Visiting Fellow beim Council on Foreign Relations in New York. 2010/11 wirkte er als Reaktion auf die Finanzkrise als Mitglied in der Independent Commission on Banking der britischen Regierung an Reformvorschlägen zur Bankenregulierung mit.
Von den Zeitschriften Prospect (England) und Foreign Policy (USA) wird er zu den weltweit einflussreichsten Persönlichkeiten gerechnet, so war er von 2009 bis 2011 im Ranking der FP Top 100 Global Thinkers vertreten. Internationale Wirtschaftslenker wie Mervyn Allister King, Mohamed A. El-Erian und Lawrence Summers schätzen seine Bedeutung ähnlich ein.
Er ist mit der Ökonomin Alison Wolf, Professorin am King’s College London, verheiratet.

## Auszeichnungen
- 1989: Wincott Foundation Senior Prize
- 1990: New Zealand 1990 Commemoration Medal
- 1994: RTZ David Watt Memorial Prize
- 1997: Wincott Foundation Senior Prize
- 2000: Order of the British Empire
- 2003: Workworld Media Award (Newspaper Feature of the Year Award)
- 2003: Business Journalist of the Year Award (Decade of Excellence Award)
- 2006: Journalistenpreis der Fundació Catalunya Oberta
- 2006: Ehrendoktorwürden: University of Nottingham, London School of Economics and Political Science, Universität London
- 2007: AMEC Lifetime Achievement Award
- 2008: Business Journalist of the Year Award („Commentator of the Year“)
- 2009: Comment Award („Commentariat of the Year“)
- 2009: Ludwig-Erhard-Preis für Wirtschaftspublizistik
- 2009: Gewinner der Best in Business Journalism competition der Society of American Business Editors and Writers
- 2012: Premio Ischia Internazionale di Giornalismo

## Schriften (Auswahl)
- India’s exports. Oxford University Press, New York 1982, ISBN 0-19-520211-2.
- The Resistible Appeal of Fortress Europe. AEI Press, Washington, D.C. 1994, ISBN 978-0-8447-3871-0.
- Why Globalization Works. Yale University Press, New Haven 2004, ISBN 978-0-300-10252-9.
- Fixing Global Finance. The Johns Hopkins University Press, Washington, D.C. 2008, ISBN 978-0-8018-9048-2.
- The Shifts and the Shocks. What We’ve Learned – and Still Have to Learn – from the Financial Crisis. Penguin Books, New York City, USA 2014, ISBN 978-1-59420-544-6.
- The Crisis of Democratic Capitalism. Allen Lane, London 2023, ISBN 978-0-241-30341-2.